# GWP Centroamérica

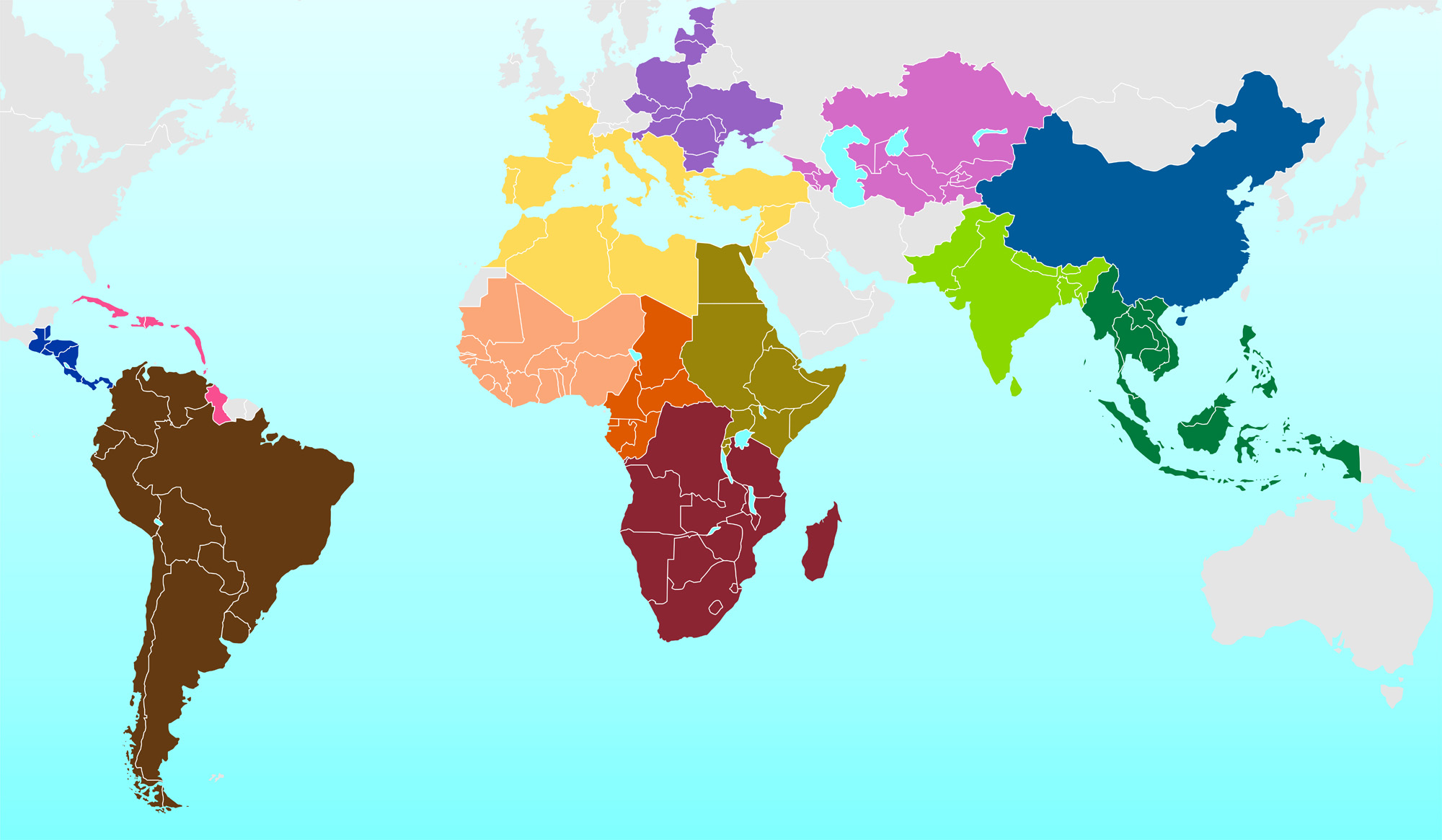
logo GWP

GWP Centroamérica es uno de los capítulos regionales de la Asociación Mundial para el Agua (Global Water Parnertship, GWP).
Se creó para fomentar la Gestión Integrada de los Recursos Hídricos (GIRH), entendida como el proceso que promueve la gestión y el desarrollo coordinado del agua, la tierra y los recursos relacionados, con el fin de maximizar el bienestar social y económico resultante de manera equitativa, sin comprometer la sostenibilidad de los ecosistemas.

## Visión y Misión
La visión de GWP Centroamérica es ser una red neutral, pluralista y de amplia participación, que facilita procesos hacia la construcción de consensos y la integración de esfuerzos, para lograr el uso sostenible de los recursos hídricos con el fin de mejorar la calidad de vida de la población centroamericana.
La misión es promover la Gestión Integrada de Recursos Hídricos (GIRH) para alcanzar el uso sostenible del agua basado en la mejora de la gobernabilidad, de la cultura hídrica y de la gestión del conocimiento a nivel regional, nacional y de cuenca.

## Historia
En Centroamérica la organización llega a tener presencia a inicios del 2000 a través del Comité Asesor Técnico para América Central (CATAC), el cual tuvo sus oficinas en San José, Costa Rica.
En el año 2006 CATAC se transforma para dar paso al establecimiento de la Asociación Regional para el Agua (RWP, por su sigla en inglés), más conocido como GWP Centroamérica, y a las Asociaciones Nacionales para el Agua (CWP, por su sigla en inglés).
A partir del 2007 la oficina de GWP Centroamérica se ubica en Tegucigalpa, Honduras.

## Estructura
GWP Centroamérica cuenta con un secretariado regional ubicado en Tegucigalpa, Honduras. Hay más de 140 organizaciones miembro y es coordinado por un Comité Directivo Regional que lo conforman los presidentes de cada una de los CWP. El Salvador, Guatemala, Costa Rica, Honduras, Panamá y Nicaragua son los países que ya poseen su propia Asociación para el Agua, mientras que Belice está en impulsando las acciones para la conformación. 
La Asamblea General de Miembros se reúne una vez al año, variando la sede de este evento entre los países del área.